# Алексий (Антипов)
Епи́скоп Алекси́й (в миру Леони́д Петро́вич Анти́пов; род. 18 августа 1956, село Староборискино, Северный район, Оренбургская область) — епископ Русской православной церкви, епископ Бузулукский и Сорочинский.
Тезоименитство — 12 (25) февраля (святителя Алексия Московского, всея Руси чудотворца).

## Биография
Детство и отрочество провёл в большой глубоко религиозной православной семье.
В 1973 году окончил среднюю школу, в 1978 году — Бугульминский индустриально-педагогический техникум по специальности «мастер производственного обучения, техник-механик».
В 1974—1976 годы проходил срочную службу в рядах Советской армии.
Женился. 4 декабря 1983 года был рукоположён во диакона, а 25 февраля 1984 года — во священника.
В 1984 году окончил Московскую духовную семинарию и с 1 августа 1984 по 23 июня 1988 года служил священником Никольского кафедрального собора города Оренбурга.
23 июня 1988 года освобождён от должности клирика Никольского Кафедрального собора и назначен настоятелем храма Покрова Пресвятой Богородицы города Кувандыка.
27 июня 1989 года освобождён от должности настоятеля Покровского храма в Кувандыке и назначен настоятелем храма Святой Троицы в своём родном селе Старо-Борискино Северного района Оренбургской области.
В 1991 году окончил Московскую духовную академию.
С 1 июля 1991 по 18 февраля 1992 года — благочинный Бузулукского округа.
23 июня 1998 года возведён в сан протоиерея.
28 октября 1998 года назначен настоятелем храма Всех Святых города Бузулука и благочинным Бузулукского округа.
10 февраля 2000 года освобождён от должности настоятеля храма Всех Святых города Бузулука и благочинного Бузулукского округа и назначен настоятелем храма Иоанна Богослова в Оренбурге и секретарём Оренбургской епархии.
5 января 2001 года назначен благочинным Оренбургского и Соль-Илецкого округов.
12 марта 2005 года освобождён от должности секретаря Оренбургской епархии.
13 июля 2005 года освобождён от должности настоятеля храма апостола и евангелиста Иоанна Богослова города Оренбурга и назначен настоятелем храма Покрова Пресвятой Богородицы города Оренбурга.
14 декабря 2006 года назначен председателем епархиального Отдела религиозного образования и катехизации.
На начало 2009 года — настоятель Трехсвятительского храма епархиальных духовных школ Оренбургской епархии, руководитель восстановления здания Оренбургской духовной семинарии.
27 мая 2009 года был назначен ректором вновь учреждённой Оренбургской духовной семинарии с освобождением от должности благочинного Оренбургского и Соль-Илецкого округов. В семинарии преподавал Священное Писание Нового Завета.
21 января 2011 года назначен главным редактором журнала «Оренбургские епархиальные ведомости».
10 марта 2012 года в храме Трёх Святителей Оренбургской духовной семинарии митрополитом Оренбургским и Саракташским Валентином (Мищуком) пострижен в монашество с именем Алексий в честь святителя Алексия Московского, всея Руси чудотворца.

### Архиерейство
16 марта 2012 года решением Священного Синода Русской Православной Церкви избран епископом Бузулукским и Сорочинским.
18 марта 2012 года в кафедральном соборном Храме Христа Спасителя Патриархом Московским и всея Руси Кириллом возведён в сан архимандрита.
23 марта 2012 года в Даниловом монастыре Патриарх Московский и всея Руси Кирилл возглавил чин наречения архимандрита Алексия (Антипова) во епископа Бузулукского и Сорочинского.
25 марта 2012 года в храме святителя Николая Чудотворца в Хамовниках была совершена хиротония архимандрита Алексия во епископа Бузулукского и Сорочинского. Хиротонию совершили: патриарх Московский и всея Руси Кирилл, митрополит Саранский и Мордовский Варсонофий (Судаков), митрополит Оренбургский и Саракташский Валентин (Мищук), архиепископ Истринский Арсений (Епифанов), епископ Солнечногорский Сергий (Чашин), епископ Подольский Тихон (Зайцев), епископ Орский и Гайский Ириней (Тафуня). 1 апреля 2012 года прибыл к месту служения.
С 11 по 25 июня 2012 года в Общецерковной аспирантуре и докторантуре проходил курсы повышения квалификации для новопоставленных архиереев.
26 декабря 2012 года решением Священного Синода Русской православной церкви освобождён от должности ректора Оренбургской духовной семинарии.
4 мая 2017 года утвержден в должности священноархимандрита Спасо-Преображенского Бузулукского мужского монастыря, г. Бузулука, Оренбургской области.

## Награды
- Орден преподобного Даниила Московского III степени (2001).
- Орден преподобного Сергия Радонежского III степени (2016) — по случаю 60-летия[12].